# Черепаха Торніра
Черепаха Торніра (Malacochersus tornieri) — єдиний вид черепах роду Еластична черепаха родини Суходільні черепахи. Інша назва «черепаха—млинець». Отримала назву на честь німецького зоолога Густава Торніра.

## Опис
Загальна довжина панцира коливається від 15 до 20 см. Він м'який на дотик, утворений дуже тонкими дірчастими кістковими пластинками. З черевної сторони можна навіть розрізнити дихальні рухи черепахи. Карапакс сильно спрощено й ззаду обрубано майже вертикально, а крайові щитки виступають назад у вигляді зубчатих лопат. Голова трохи трикутної форми. Лапи дуже сильні, особливо передні.
Забарвлення карапаксу коливається від жовтого до коричневого кольору із дуже тонкими смужками. Пластрон жовтуватий. Кінцівки та шия жовто-коричневі.

## Спосіб життя
Полюбляє сухі скелясті схили гір, порослі чагарником. Вона доволі гнучка, прекрасно лазить і дереться поміж камінням, а в хвилину небезпеки забивається в щілини скель або під каміння. Якщо пробують витягти її з щілини, вона міцно застряють ногами і, мабуть, навіть трохи роздмухується. Зустрічається на висоті до 1800 м над рівнем моря.
Активна вранці та у присмерку. Харчується рослинною їжею.
З липня до серпня відбувається парування. Самиця відкладає 1 яйце у ямку 10 см завглибки. За сезон буває декілька кладок. Інкубаційний період триває від 4 до 8 тижнів.

## Розповсюдження
Мешкає у Кенії, Танзанії, Замбії.